# Случаят Пенлеве
„Случаят Пенлеве́“ е български игрален филм (антивоенна гротеска) от 1967 година, на режисьора Георги Стоянов. Състои се от три свързани новели: „Музиканти“, „Пенлеве́“ и „Гости“. Сценаристи на филма са Свобода Бъчварова (на новелата „Музиканти“), Петър Незнакомов (на новелата „Пенлеве́“) и Евгени Константинов (на новелата „Гости“). Оператор е Виктор Чичов, а комбинираните снимки са на Богомил Петков. Художник постановчик е инж. Виолета Йовчева. Художник по костюмите е Ани Лъскова. Музиката във филма е композирана от Кирил Дончев, а тонрежисьор е Георги Кръстев. Гримьор е Нини Петрович. Монтажист е Тотка Кръстева. Втори режисьор на филма е Юлий Стоянов. Редактор на филма е Павел Вежинов. Организатор е Никола Орханиев. Консултант е полковник Страхил Иванов. Директор е Иван Кордов. Премиерата му се състои на 26 април 1968 година.

## Синопсис
Три новели, действието на които се развива през Първата и Втората световна война, както и в следвоенно време, посредством гротескния хумор, показват черния отпечатък, който оставя войната върху учениците, войниците и обикновените хора. Абсурдът и безумието на войната личат навсякъде - по улиците, болниците, училищата и най-вече в армията.

## „Музиканти“
Работното заглавие на новелата е „Шопен Опус 35“.
Основна тема в „Музиканти“ са трагичните събития по време на Първата световна война. След стотиците убити и ранени, които пристигат от фронта, младите музиканти са принудени да учат погребални маршове. Учителят им, Бай Стоян (Васил Вачев), въпреки потиснатата и мрачна атмосфера се опитва да ги възпита в духа на великата музика и човещината.
Роли в новелата изпълняват актьорите:

| Изпълнител                          | Роля                          |
| ----------------------------------- | ----------------------------- |
| Васил Вачев                         | бай Стоян, учителят по музика |
| Димитрина Савова                    | Магда, жената на бай Стоян    |
| Стефан Мавродиев                    | Митко ученикът-зевзек         |
| Евгени Андреев                      | Кирчо ученик (дете)           |
| Кирил Кавадарков                    | басистът                      |
| В епизодите:                        |                               |
| Евгени Георгиев (като Ев. Георгиев) |                               |
| Ганчев                              |                               |
| Т. Александров                      |                               |
| Красимир Кацаров (като Кацаров)     |                               |
| М. Пенчев (като Пенчев)             |                               |
| Антонов                             |                               |
| С. Станилов (като Станилов)         |                               |
| Галев                               |                               |
| Филев                               |                               |
| Васил Каменов (като Каменов)        |                               |
| Зографов                            |                               |
| Хаджимишев                          |                               |
| Петър Терзиев (като Терзиев)        |                               |
| Андреев                             |                               |
| Дончев                              |                               |
| Миланов                             |                               |

## „Пенлеве́“
„Пенлеве́“ е името на любимия петел на майор Ранко Иванов (Наум Шопов), от едноименната новела. Птицата се радва на по-добри грижи и отношение, отколкото самите войници. Историята търпи неочаквано развитие, когато един ден с Пенлеве́то се случва инцидент.
Роли в новелата изпълняват актьорите:

| Изпълнител                            | Роля                                             |
| ------------------------------------- | ------------------------------------------------ |
| Наум Шопов                            | майор Ранко Иванов началникът на полка           |
| Константин Коцев                      | Иван Ганджулов редник-готвач от Готварската рота |
| Стоян Гъдев                           | Антон редник и помощник на Иван Ганджулов        |
| з.а. Димитър Стратев                  | полковник Костов                                 |
| Аспарух Сариев                        | фелдфебелът                                      |
| Васил Вачев                           | бай Стоян тръбачът                               |
| В епизодите:                          |                                                  |
| Иван Станчев (като Ив. Станчев)       | Шишо                                             |
| Георги Миндов (като Г. Миндов)        | редник                                           |
| Радослав Стоилов (като Р. Стоилов)    |                                                  |
| Кирил Господинов (като К. Господинов) | редник                                           |
| Марин Янев (като М. Янев)             | войник                                           |
| Продан Нончев (като П. Нончев)        | войник                                           |
| Румен Сурджийски (като Р. Сурджийски) | войник                                           |
| Тодор Колев (като Т. Колев)           | редник                                           |
| Руси Чанев (като Р. Чанев)            | подпоручикът                                     |
| Бончо Урумов (като Б. Урумов)         | редник                                           |
| Иван Донев (като Ив. Донев)           |                                                  |
| Тодор Гергишанов (като Т. Гергишанов) |                                                  |
| Стефан Бобадов (като Ст. Бобадов)     |                                                  |
| Юлий Стоянов                          | (не е посочен в надписите)                       |

## „Гости“
Работното заглавие на новелата е „На гости“.
Действието в „Гости“ се развива в следвоенно време, когато познатият ни майор Ранко Иванов (Наум Шопов) е вече остарял полковник от запаса. Самотният му живот е изпълнен от безсмислени предмети, никому ненужни медали и абсолютна духовна пустота.
Роли в новелата изпълняват актьорите:

| Изпълнител        | Роля                                          |
| ----------------- | --------------------------------------------- |
| Наум Шопов        | Ранко Иванов полковник от запаса              |
| Емилия Радева     | госпожа Крушева приятелка на Минка            |
| Татяна Лолова     | Минка братовчедка на Ранко Иванов и годежарка |
| Владислав Ковачев | Ленчо                                         |

## Награди
- Специална награда и награда на критиката за новелата „Пенлеве“, ФБФ (Варна, 1968).